# Chabuelh
Chabuelh (francès: Chabeuil) és un municipi francès del departament de la Droma i la regió d'Alvèrnia-Roine-Alps. El 2018 tenia 6.869 habitants.